# Kostel svatého Michaela archanděla (Prudník)
Kostel svatého Michaela archanděla (polsky: Kościół św. Michała Archanioła) je farní kostel ve městě Prudník, na Farním náměstí (Plac Farny), Opolské vojvodství a náleží do děkanátu Prudník, diecéze opolská, je farním kostelem farnosti svatého Michaela archanděla v Prudníku. Kostel je v seznamu kulturních památek Polska pod číslem 480/58 z 15.10.1958.

## Historie

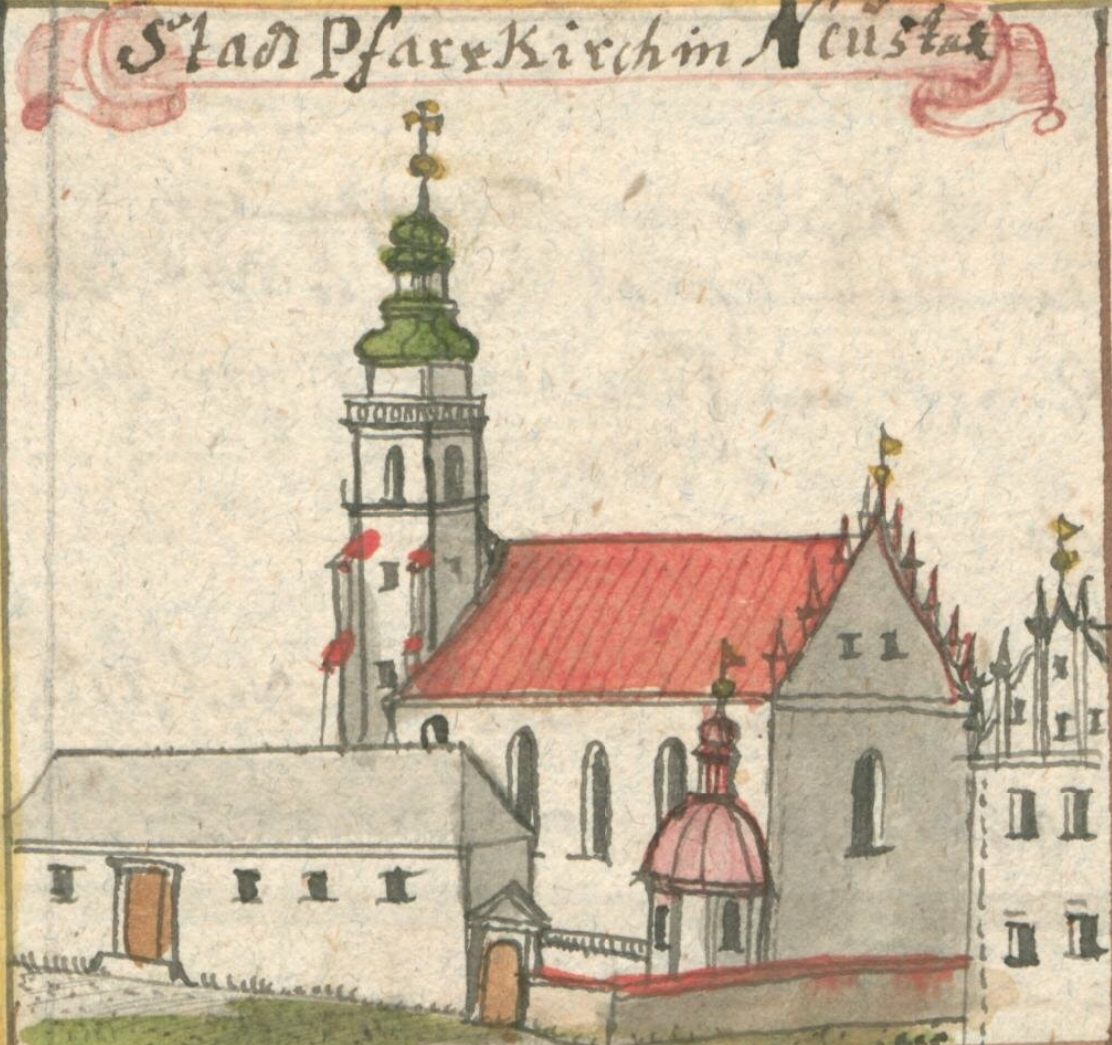
Kostel v XVIII. století

První svatyně v Prudníku byla vystavěna v druhé polovině 13. století, kdy na území dnešního Prudníku probíhala kolonizace. Podle faráře Macieje Alojze Scharkowa žijícího v 17. století, vznikla v roce 1279 společně se zakládáním města Jindřicha I. z Rožmberka podle německého práva.
V 16. století ho převzali a přestavěli protestanti. Po požáru roku 1627 ho získali katolíci. V roce 1730 katolíci započali stavbu nové barokní budovy.
Architekt Jan Innocent Töpper projektoval nový kostel po vzoru pražského kostela sv. Mikuláše na Malé Straně. Charakteristické pro jeho dílo je skromný vnější vzhled spojený s bohatou vnitřní výzdobou. Kostel byl slavnostně vysvěcen o osm let později, v roce 1752.
Po ukončení druhé světové války, během níž kostel nebyl příliš poškozen, faru získali dominikáni a od konce 20. století se o ní starají diecézní kněží.

## Architektura

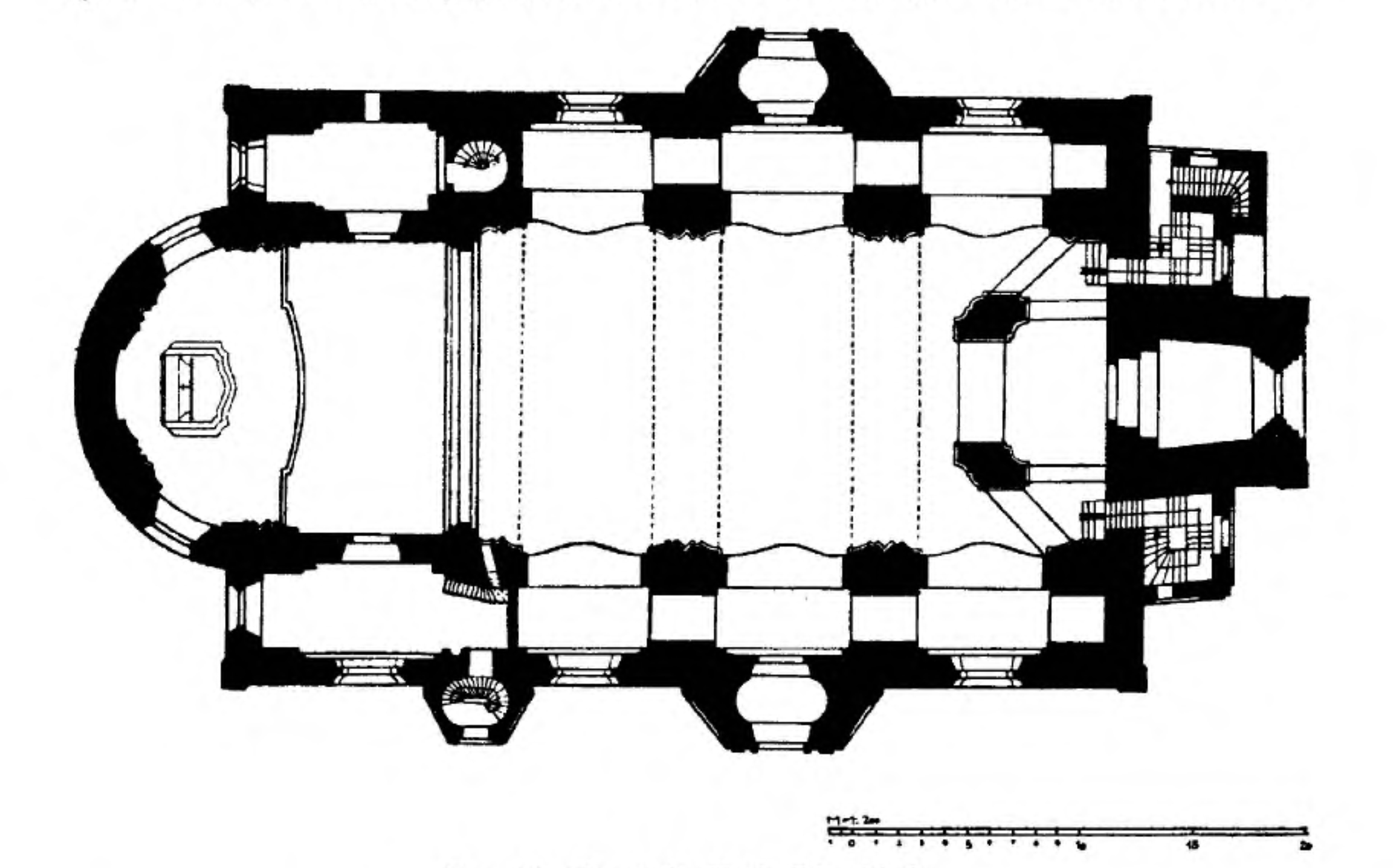
Schematický náčrt půdorysu před rokem 1939

Zděný trojlodní kostel, který má uvnitř velkou galerii spojenou s chórem a věží. Oltář se dvěma cherubíny a nahoře s řežbou Krista. Na zadní stěně presbytáře visí barokní obraz Nanebevzetí Panny Marie. Kolem oltáře stojí sochy církevních otců: sv. Augustýn, sv. Řehoř Veliký, sv. Jeroným a sv. Ambrož. V kostele je oltář Panny Marie, kazatelna a naproti ní stojící postava Jana Nepomuckého.

## Galerie

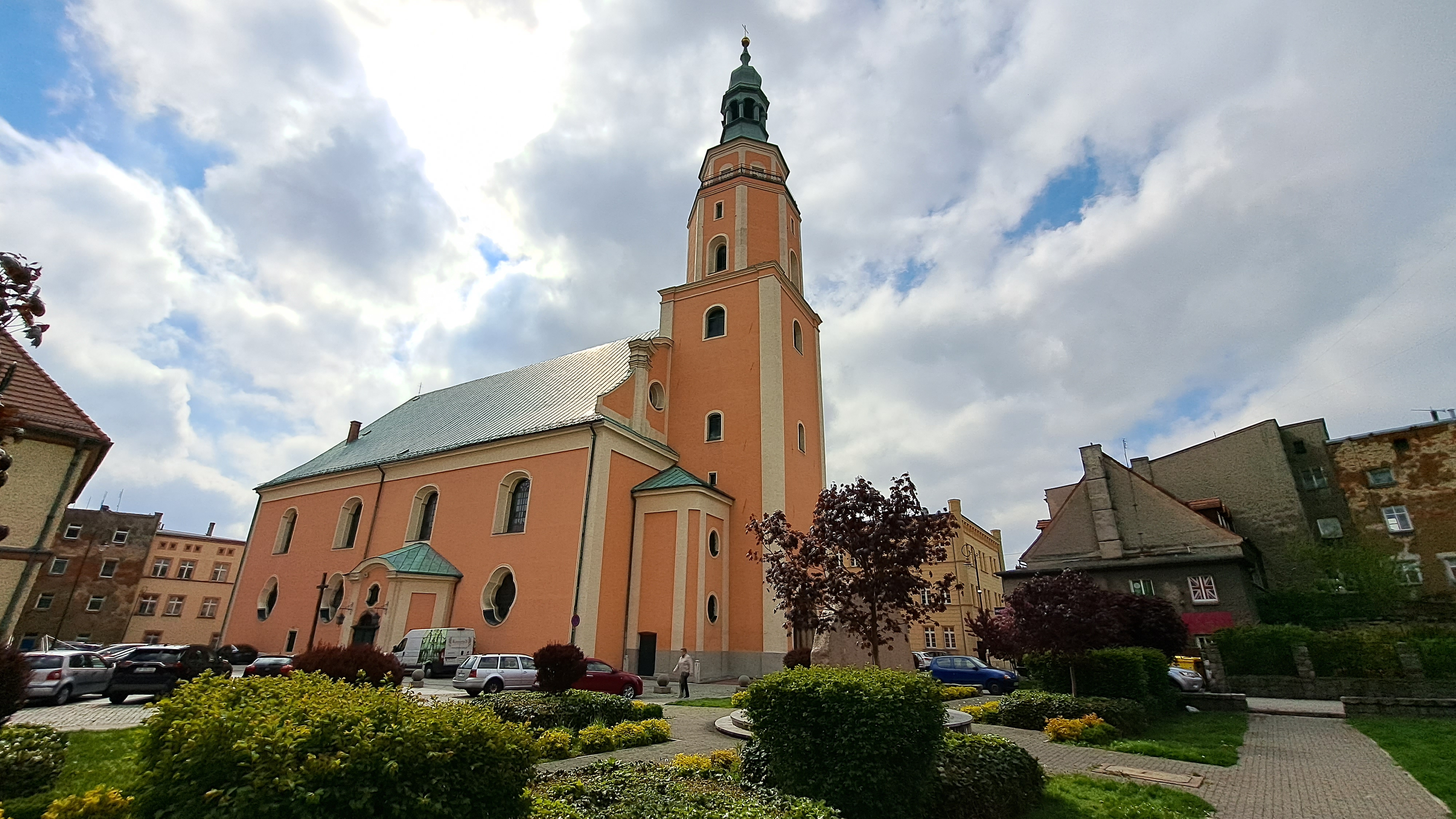
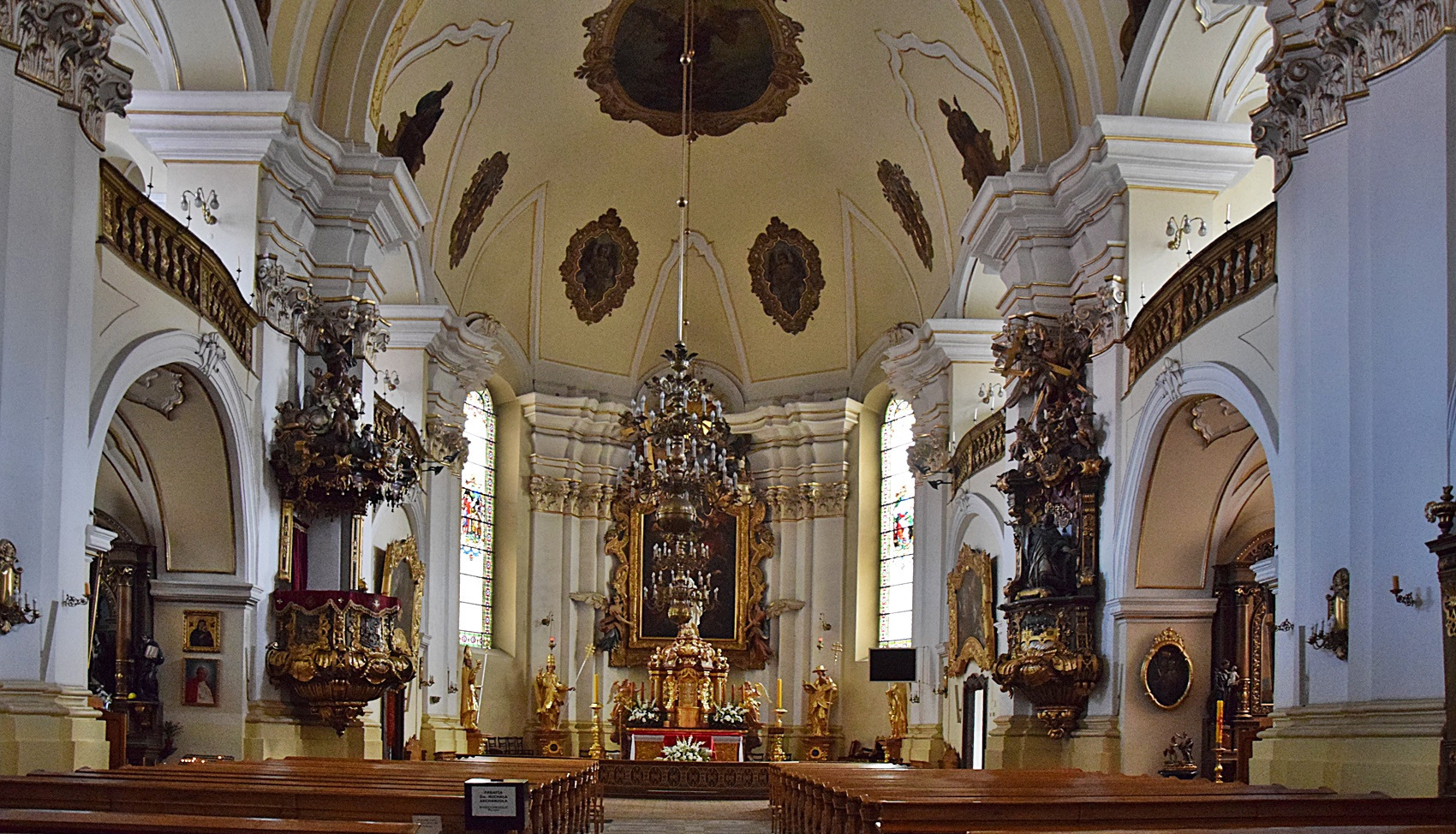
Interiér
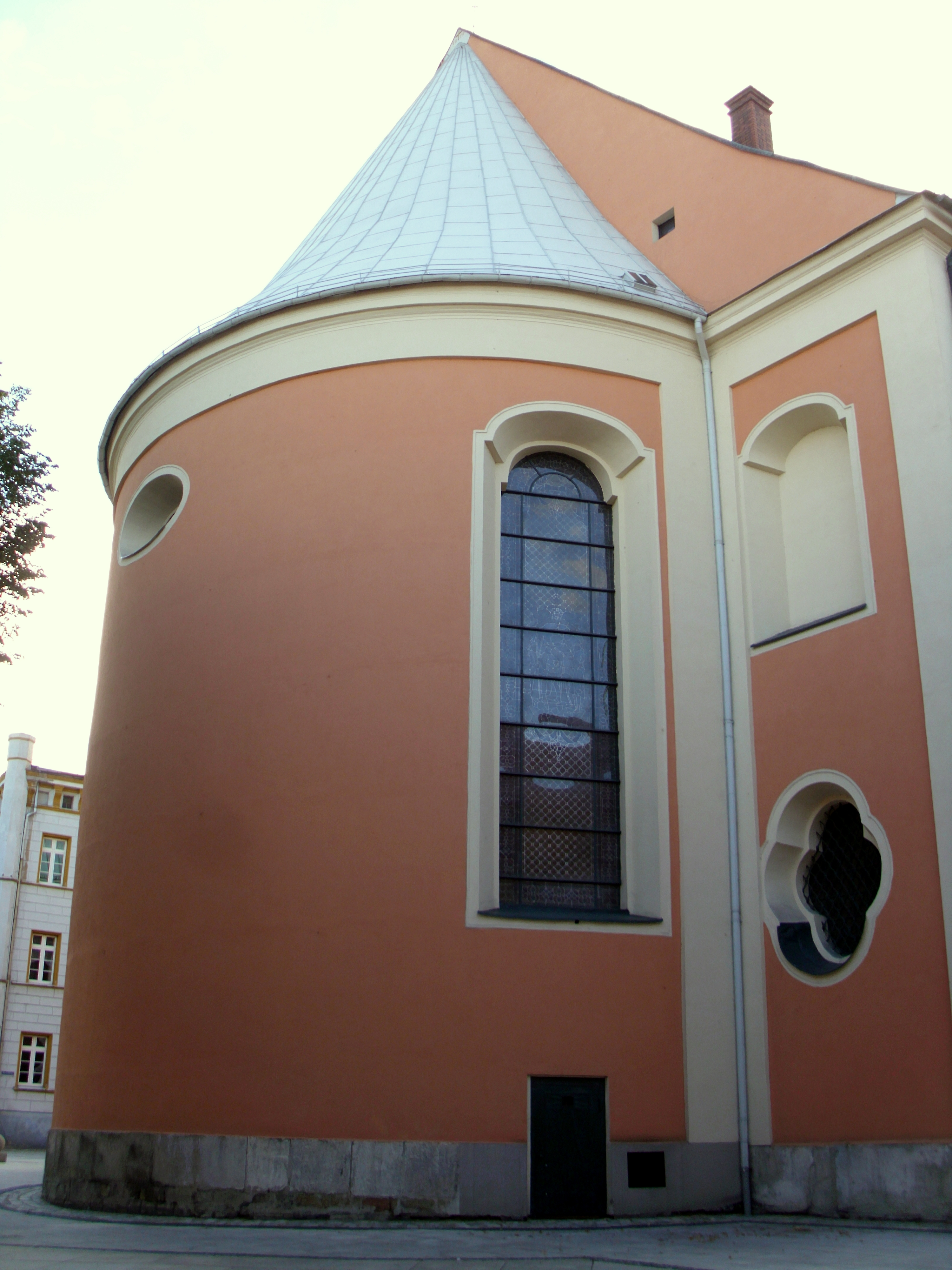
Presbytář
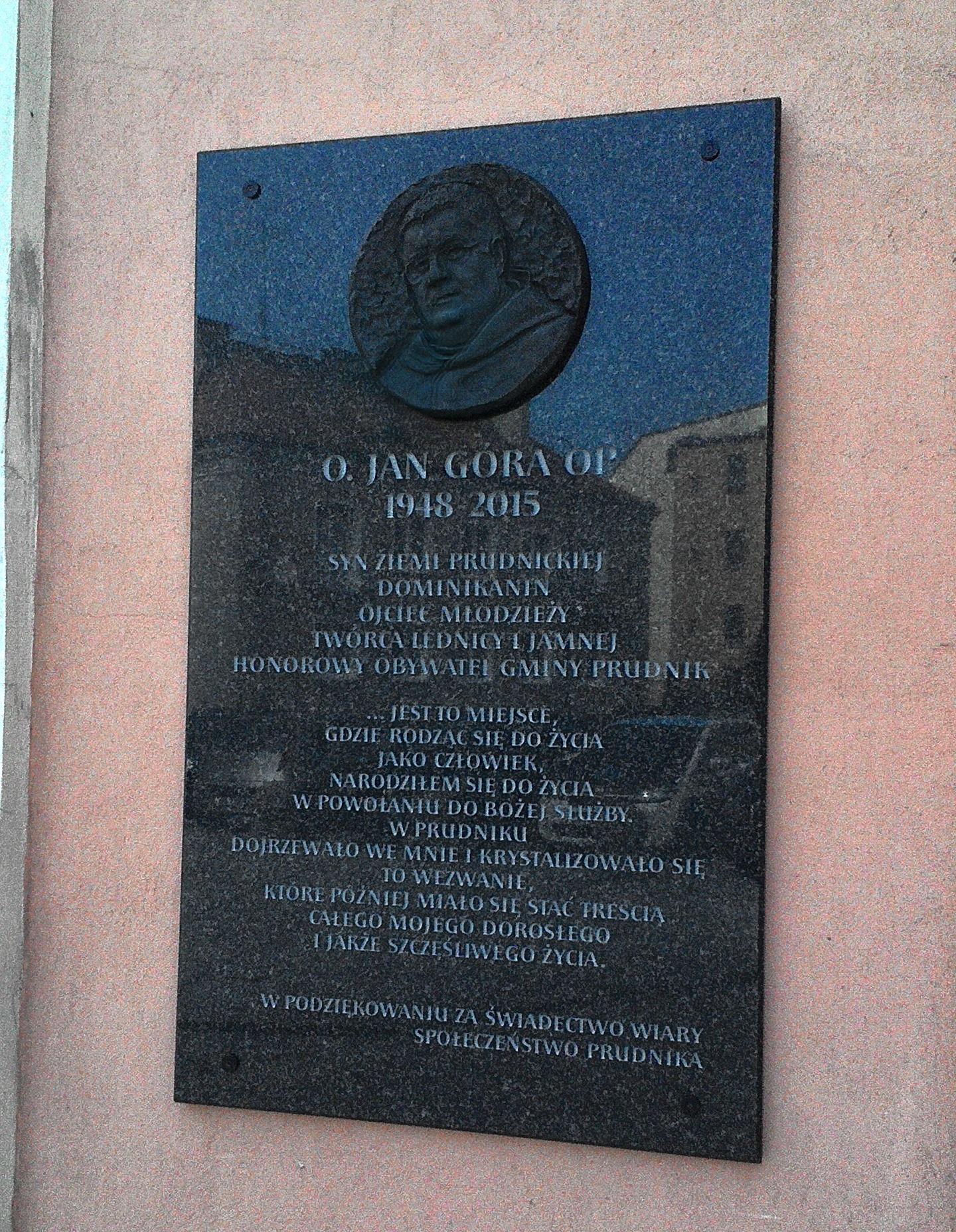
Pamětní deska Jan Góra
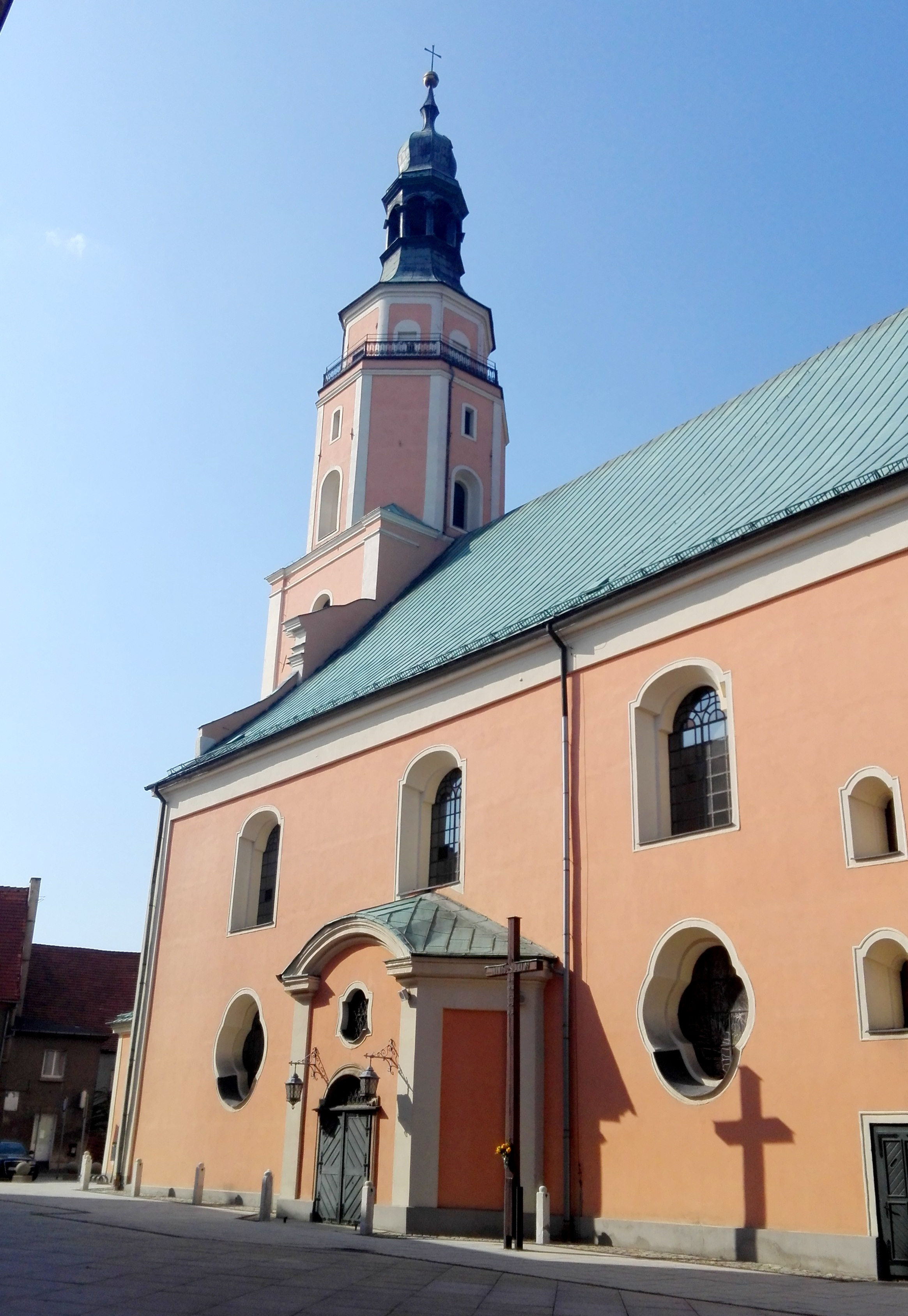
Jižní vstup
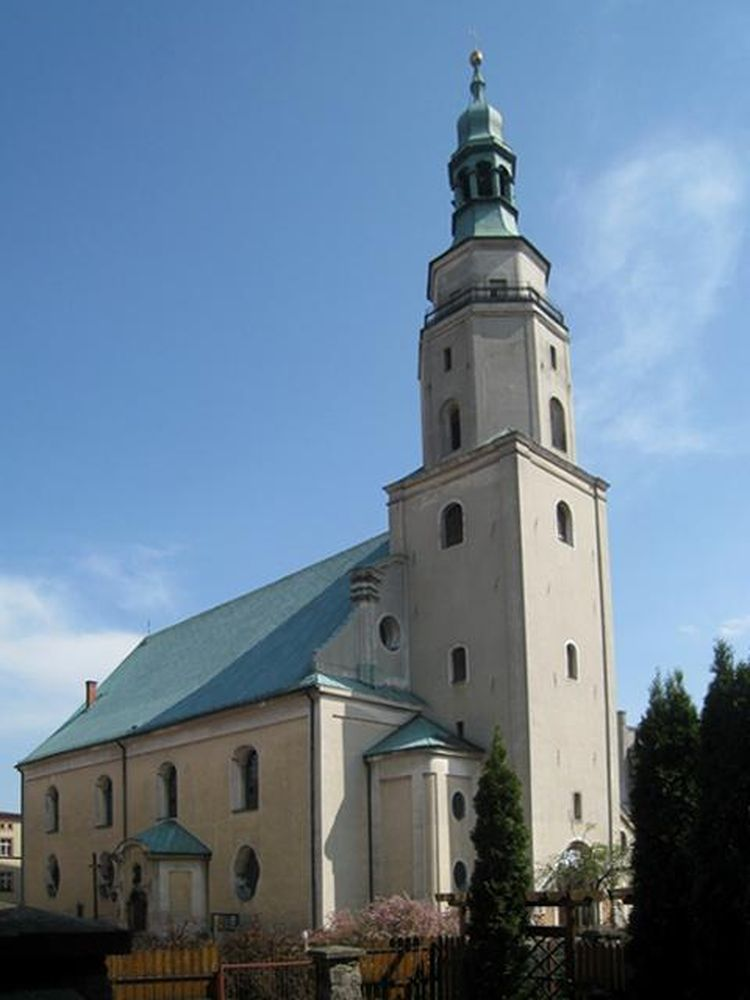
Kostel v roce 2008
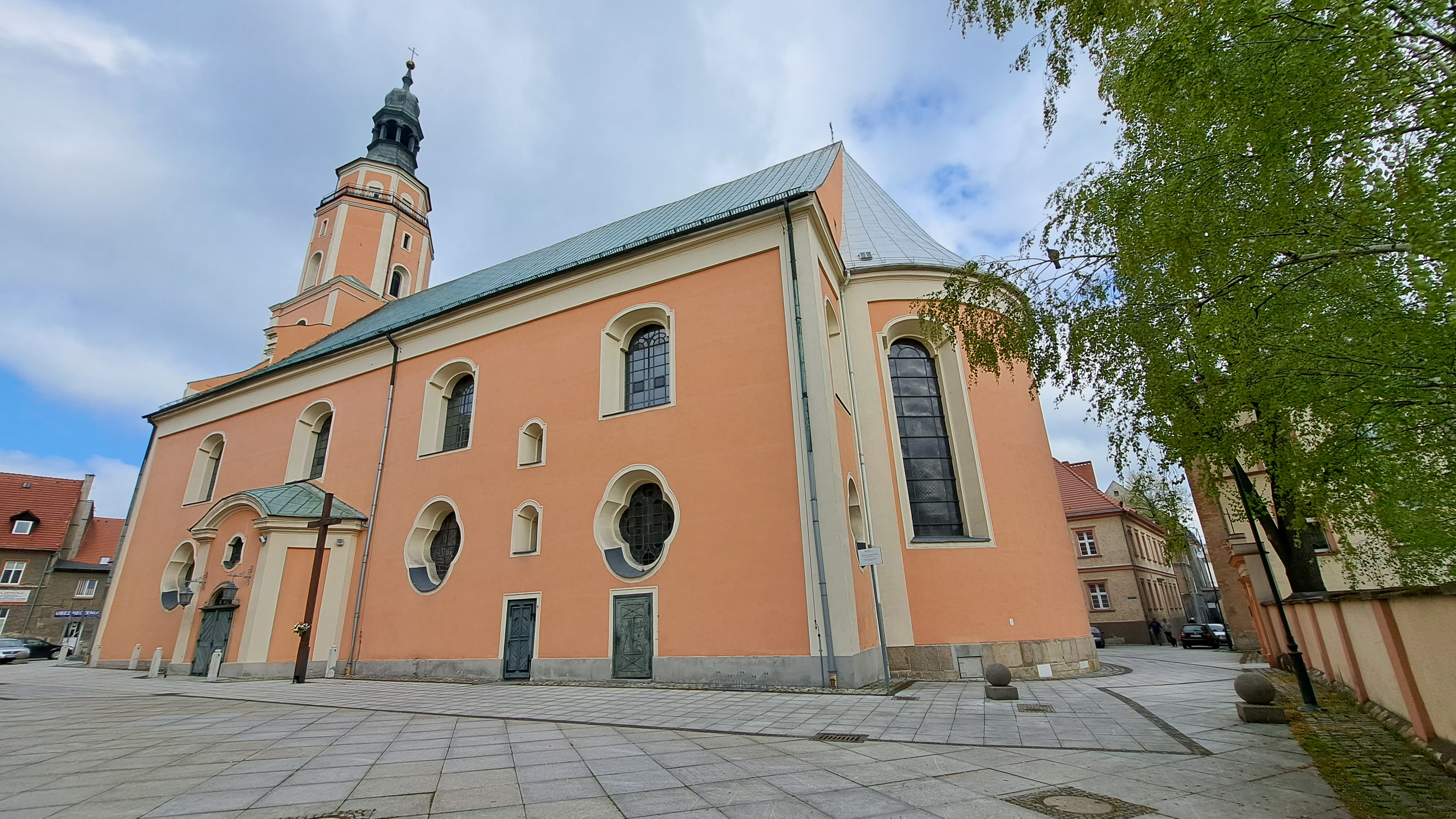